# G-Unit
G-Unit – amerykańska grupa hip-hopowa, która powstała z inicjatywy 50 Centa oraz Lloyd Banksa w 2002 roku. Ma na koncie wydane trzy albumy oraz wiele mixtape'ów. Nazwa grupy G-Unit jest skrótem od Guerilla Unit.

## Historia

### Wczesne dni
Wszyscy założyciele, 50 Cent, Lloyd Banks i Tony Yayo dorastali w tej samej okolicy i żyli ze sprzedaży narkotyków. 
Kiedy 50 Cent został dostrzeżony i podpisał kontrakt, Lloyd Banks i Tony Yayo pracowali nad mixtapem w celu uzyskania rozgłosu.

### Wzrost sławy
Po postrzeleniu, 50 Cent podpisał kontrakt z Interscope Records. Ze względu na sukces handlowy debiutanckiego albumu, Get Rich or Die Tryin’, została utworzona wytwórnia płytowa - G-Unit Records.
Grupa w dalszym ciągu pracowała ciężko i wypuściła kilka mixtape'ów, które zwróciły uwagę w branży hip-hopowej. Najbardziej znanymi są: 50 Cent Is the Future, God’s Plan, No Mercy, No Fear i Automatic Gunfire. Wtedy też G-Unit rozpoczęła pracę z DJ-em Whoo Kid nad serią mixtape’ów G-Unit Radio.
Zanim zespół wydał swój debiutancki album, członek Tony Yayo został skazany na karę więzienia za posiadanie nielegalnej broni. Podczas odsiadywania wyroku przez Tony’ego, grupa włączyła rapera Young Bucka do zespołu. Buck w tym czasie pracował nad mixtape'ami. Swój sukces potwierdził gościnnym występem w remiksie do utworu „P.I.M.P., 50 Centa.
Podczas wykonywania kary przez Yayo, G-Unit pracował nad debiutanckim albumem Beg for Mercy. Kompozycja została wydana 14 listopada, 2003 roku. Tony Yayo występuje tylko w dwóch utworach na płycie, które zostały nagrane przed jego aresztowaniem.
W 2008 roku ukazał się drugi album grupy pt. Terminate on Sight. Grupa w składzie 50 Cent, Lloyd Banks i Tony Yayo pracowała nad płytą od 2007 r. Zadebiutowała na 4. miejscu notowania Billboard 200 ze sprzedażą ponad 100.000 egzemplarzy. W drugim tygodniu sprzedaży, uzyskano 36.000 kopii, spadając na pozycję 9. W trzecim i czwartym sprzedano kolejno 21.000 i 14.000. Dotychczas album uzyskał notę ok. 300.000 egzemplarzy w Stanach Zjednoczonych. Pomimo tego, produkcja przez krytyków była oceniana różnorodnie, od portalu AllMusic, płyta dostała 3.5/5 gwiazdek, a od PopMatters już tylko 2/10.

### Byli członkowie
The Game dołączył do grupy przez producenta muzycznego i rapera Dr. Dre oraz Jimmy Iovine. Jednak gdy narastało napięcie między nim a 50 Centem, Taylor został wyrzucony przez Curtisa. Powodem tego była nielojalność wobec członków grupy, gdyż Game nie chciał angażować się w bitwy muzyczne z wrogami: Fat Joe, Ja Rule, Benzino i Jadakiss. 50 Cent powiedział także, Game nie spłacił długu wobec niego (Curtis był współautorem piosenek na płycie The Documentary).
7 kwietnia, 2008 roku, 50 Cent w wywiadzie z Shanną Leviste w nowojorskim radiu Hot 97 ogłosił, że Young Buck nie jest już członkiem grupy G-Unit, ale ma nadal podpisany kontrakt z wytwórnią G-Unit Records. Powodem tego były sprzeczki o pieniądze.

### Zjednoczenie G-Unit
Podczas festiwalu hip-hopowego Summer Jam organizowanego przez stację radiową Hot97 z poniedziałku na niedzielę 02.06.2014, cała grupa (Lloyd Banks, Tony Yayo oraz Young Buck) została reaktywowana przez 50 Cent na scenie. Wówczas zaprezentował się nowy członek ekipy, Curtis „Kidd Kidd” Steward. Obok G-Unit na scenie wystąpili również Nas, Fabolous, Trey Songz, Yo Gotti. Tony Yayo powiedział w wywiadzie że po prostu usiedli przy stole i porozmawiali. Niecałe 24 godziny po zjednoczeniu, grupa wydała utwór „Nah I'm Talking Bout”. Dzień później wyszedł remiks do utworu Drake „Real Quick”.

## Inna działalność

### Odzież
G-Unit Clothing Company została założona w roku 2003, kiedy 50 Cent przy współpracy z Marc Ecko stworzył linię ubrań i akcesoriów z logo G-Unit.

### Fundacja
Grupa w 2003 r. założyła fundację G-Unity Foundation Inc, która ma na celu pomaganie biednej ludności, poprawie jakości życia społecznego. Fundacja ta koncentruje się także na wspieraniu młodych ludzi, pomocy w nauce.

## Dyskografia
- Beg for Mercy (2003)
- Terminate on Sight (2008)

## Nagrody
- Vibe Awards
  - 2004: Best Group - G-Unit

- AVN Awards
  - 2005: Best Interactive DVD - Groupie Love
  - 2005: Best Music - Groupie Love - Lloyd Banks